# Patagozaur
Patagozaur (Patagosaurus fariasi) – zauropod z rodziny cetiozaurów (Cetiosauridae); jego nazwa znaczy "patagoński jaszczur".
Żył w epoce środkowej jury (ok. 163-161 mln lat temu) na terenach Ameryki Południowej. Długość ciała ok. 16-18 m, wysokość ok. 6 m, ciężar ok. 20 t. Jego szczątki znaleziono w Argentynie (w prowincji Chubut).
Opisany na podstawie 12 szkieletów. Posiadał średniej długości szyję, która była uniesiona w górę. Miał też stosunkowo krótki ogon. Wykazuje podobieństwa do cetiozaura.